# シールド (サイエンス・フィクション)
シールド（英: Shield）とは、エネルギーのフィールドを展開することによって障壁を作る防御システムのことであり、主にSF作品に登場する架空の技術の1つ。英語圏の作品ではシールドの名称を使うことが多いが、日本ではバリア（バリアー）の名称を使う作品も多い。

## 概要
作品によって「バリア」（バリヤー）「○○シールド」「○○フィールド」「○○スクリーン」「○○デフレクター」などと固有の呼び名が付けられていることがある。また英語においてはDeflector shieldという呼び名が一般的で、直訳すれば偏向シールドとなる。シールドという呼び名は、これらの略称として用いられることもあるが、日本語でシールドと言えば、たいてい防具の盾のことを指すので注意が必要である。
仕組みとしては、
- レーザーなどの光線を偏光する
- 電子に変換して分散・吸収する
- 粒子ビームのプラズマ化したエネルギー放射を磁場で分散させて威力を吸収する
- 重力場（斥力場）的な力により、物理的な攻撃（ミサイルや砲弾など）を防ぐ
- 固有周波数を持つ音響攻撃やエネルギー周波を相殺する振動波で吸収する

など作品によってさまざまである。
そのため、本来は1種類のエネルギーシールドで全ての攻撃を防ぐことは非現実的とも言えるが、（そこは架空の技術体系なだけに）さまざまな物語中でさまざまなシールドが登場する。外見も可視のもの、不可視のもの、通常は不可視だが物体が衝突したときには可視となるものなど多様である。作動原理によっては防御だけでなく攻撃にも使用できる場合がある。また、その規模も宇宙船、宇宙ステーション、惑星、建造物などを守るために装備されたものから、護身用の携帯タイプまでさまざまな種類があるが、戦闘における防御目的のみに使用されるとは限らない。特に宇宙船や宇宙ステーションにおいては、宇宙空間に浮遊している粒子やスペースデブリ、小惑星などの衝突、放射線などの自然災害から身を守るために搭載されていることが多く、そのために作品によっては戦闘目的でない艦船でも装備していることがある。
シールドの耐久力が敵の兵器で破ることができないほど強力であれば、直接的な損害を受けずに済むため、シールドの重要度は火力以上となることも多い。そのため、敵のシールドをいかにして無効にするかということが、作戦上重要となっている作品も多い。
なお、耐プラズマ用の磁気シールドに関しては核融合炉の開発に必要不可欠なだけに、特定のチャンバー内を磁場で密封するよく似た技術は実在する。